# Kurachowe
Kurachowe (ukrainisch Курахове; russisch Курахово Kurachowo) ist eine Stadt in der Ukraine mit 18.220 Einwohnern (1. Januar 2022), kriegsbedingt mit 700 bis 1.000 Bewohnern (2024).

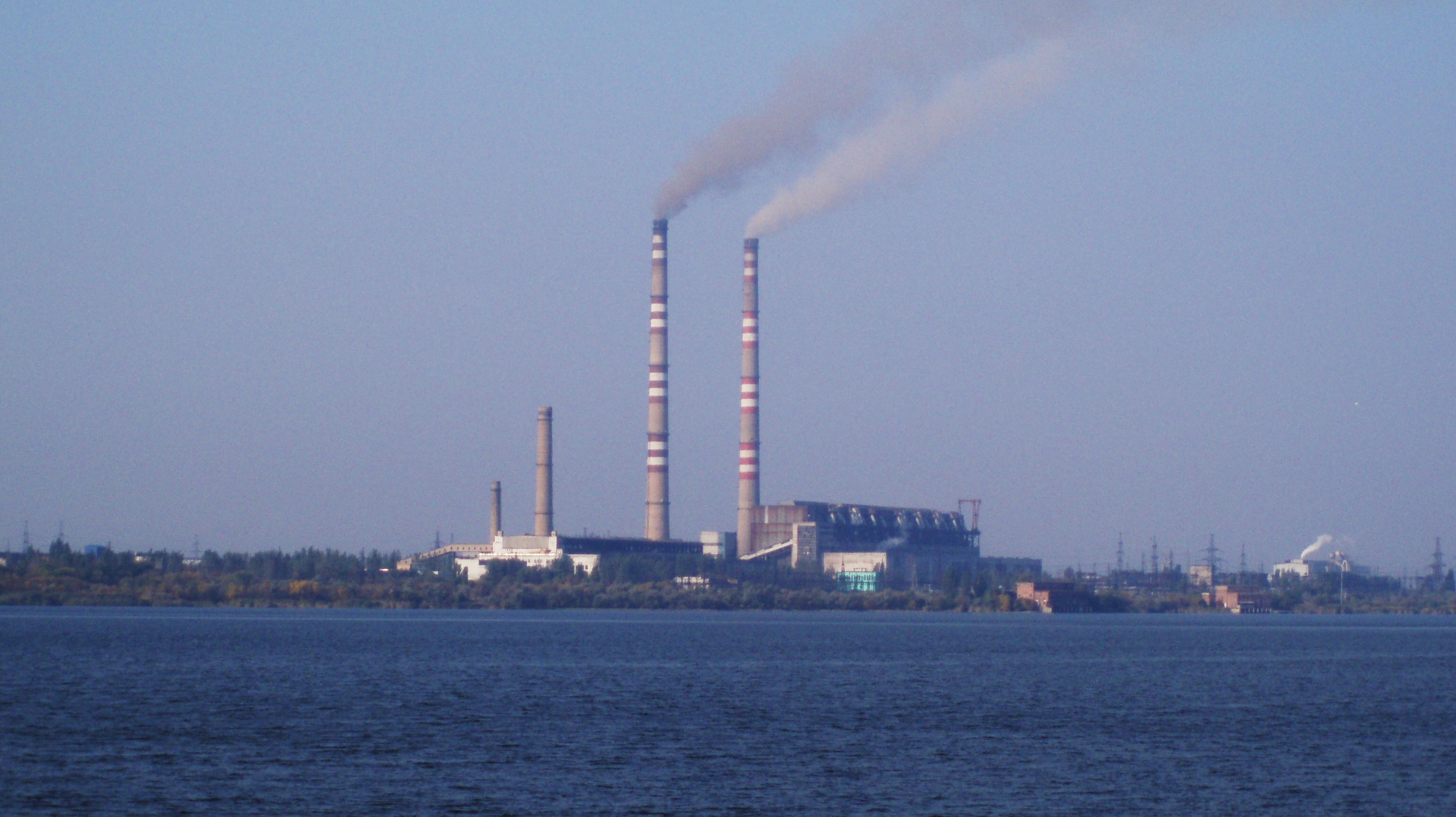
Blick auf das Großkraftwerk der Stadt

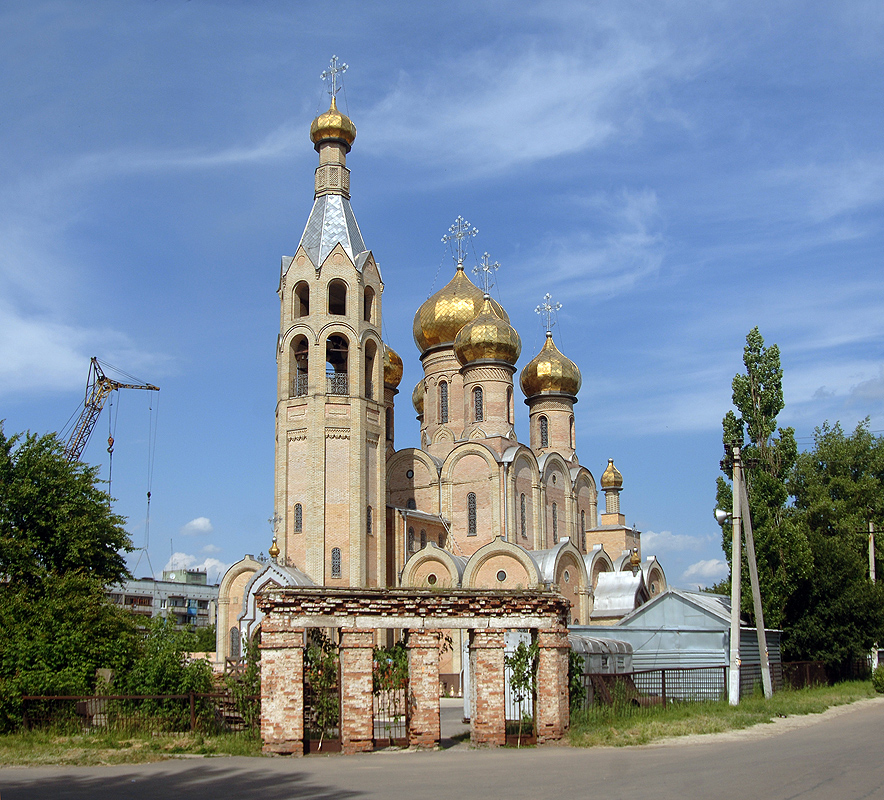
Orthodoxe Kirche in Kurachowe

## Geographie
Kurachowe liegt im Westen der Oblast Donezk auf dem linken Ufer des Kurachower Stausees, einem Stau des Wowtscha-Flusses. Die Stadt liegt rund 50 km westlich von Donezk an der Fernstraße N 15.

## Geschichte, Wirtschaft und Infrastruktur
Kurachowe entstand 1936 aus einer Arbeitersiedlung, die für Arbeiter des nahegelegenen Kraftwerks errichtet wurde, und trug bis 1943 den Namen Kurachowgrjesstroj (Кураховгрэсстрой), danach bis 1956 Kurachowgrjes (Кураховгрэс).
Im Ortsteil Roja befand sich bis 1950 ein Kriegsgefangenenlager. 1956 war das Dorf so weit angewachsen, dass es zur Stadt erklärt wurde.
Seit 1964 führt eine Hochspannungsfreileitung vom Kraftwerk Kurachowe nach Saporischschja.
Die örtliche Bahnstation befindet sich im östlichen Ortsteil Roja.
Wichtigste Arbeitgeber in der Gegenwart sind ein großes Kohlekraftwerk zur Strom- und Wärmeerzeugung und ein Stahlwerk.
Die Stadt gilt als sehr bedeutend für den russischen Rohstoffkrieg und damit verbundene Kriegsziele, da in der Lagerstätte Schewtschenko Lithium im Wert von hunderten Milliarden US-Dollar liegt. Im Dezember 2021 erteilte die ukrainische Regierung dem australischen Unternehmen European Lithium, das dem britischen Geschäftsmann Anthony Sage gehört, die Abbaurechte. Im Sommer 2023 erklärte das Unternehmen, dass es keinen Anspruch mehr auf das Lithium-Feld erhebe. Es liege zu nahe an der Frontlinie. Im Januar 2024 erteilte die russische Besatzerverwaltung in der Oblast Donezk dem russischen Ministerium für Ökologie und natürliche Ressourcen die „Genehmigung“ zum Abbau des Lithiums.
Seit Mai 2022 ist Kurachowe Kriegsschauplatz im russischen Überfall auf die Ukraine. So fanden im Juni desselben Jahres Bombardierungen seitens der russischen Luftwaffe statt, von denen auch Zivilisten betroffen waren. Im November 2024 spitzten sich die Kämpfe um Kurachowe zu. Am 11. November, als die noch unter ukrainischer Kontrolle befindliche Stadt bereits vor einer Einkreisung durch russische Truppen aus nördlicher, südlicher und östlicher Richtung stand, wurde der Damm des Kurachower Stausees zerstört. Beide Kriegsparteien machten sich gegenseitig für die Zerstörung des Staudamms verantwortlich. Im selben Monat hatte Kurachowe noch 700 bis 1000 Einwohner. Anfang Dezember 2024 war ein Großteil der Stadt von russischen Truppen eingenommen. Am 6. Januar 2025 erklärte das russische Verteidigungsministerium die Stadt für erobert.

## Verwaltungsgliederung
Am 12. Juni 2020 wurde die Stadt zum Zentrum der neugegründeten Stadtgemeinde Kurachowe (Курахівська міська громада / Kurachiwska miska hromada). Zu dieser zählen auch die Stadt Hirnyk, die Siedlungen städtischen Typs Hostre, Illinka und Kurachiwka, die 21 in der untenstehenden Tabelle aufgelisteten Dörfer sowie die 2 Ansiedlungen Ostriwske und Stari Terny, bis dahin bildete der Ort zusammen mit der Siedlung städtischen Typs Illinka, dem Dorf Stepaniwka sowie den Ansiedlungen Ostriwske und Stari Terny die gleichnamige Stadtratsgemeinde Kurachowe (Курахівська міська рада / Kurachiwska miska rada) im Norden des Rajons Marjinka.
Am 17. Juli 2020 wurde der Ort selbst ein Teil des Rajons Pokrowsk.
Folgende Orte sind neben dem Hauptort Kurachowe Teil der Gemeinde:
| Name                     | Name               | Name                                      |
| ukrainisch transkribiert | ukrainisch         | russisch                                  |
| ------------------------ | ------------------ | ----------------------------------------- |
| Berestky                 | Берестки           | Берестки (Berestki)                       |
| Dalnje                   | Дальнє             | Дальнее (Dalneje)                         |
| Datschne                 | Дачне              | Дачное (Datschnoje)                       |
| Hanniwka                 | Ганнівка           | Анновка (Annowka)                         |
| Hihant                   | Гігант             | Гигант (Gigant)                           |
| Hirnyk                   | Гірник             | Горняк (Gornjak)                          |
| Hostre                   | Гостре             | Острое (Ostroje)                          |
| Illinka                  | Іллінка            | Ильинка (Iljinka)                         |
| Ismajliwka               | Ізмайлівка         | Измайловка (Ismailowka)                   |
| Jantarne                 | Янтарне            | Янтарное (Jantarnoje)                     |
| Kostjantynopolske        | Костянтинопольське | Константинопольское (Konstantinopolskoje) |
| Kreminna Balka           | Кремінна Балка     | Кременная Балка (Kremennaja Balka)        |
| Kurachiwka               | Курахівка          | Кураховка (Kurachowka)                    |
| Nowodymytriwka           | Новодмитрівка      | Новодмитровка (Nowodimitrowka)            |
| Nowoselydiwka            | Новоселидівка      | Новоселидовка (Nowoselidowka)             |
| Ostriwske                | Острівське         | Островское (Ostrowskoje)                  |
| Seleniwka                | Зеленівка          | Зеленовка (Selenowka)                     |
| Sonziwka                 | Сонцівка           | Сонцовка (Sonzowka)                       |
| Sorja                    | Зоря               | Заря (Sarja)                              |
| Stari Terny              | Старі Терни        | Старые Терны (Staryje Terny)              |
| Stepaniwka               | Степанівка         | Степановка (Stepanowka)                   |
| Suchi Jaly               | Сухі Яли           | Сухие Ялы (Suchije Jaly)                  |
| Trudowe                  | Трудове            | Трудовое (Trudowoje)                      |
| Uspeniwka                | Успенівка          | Успеновка (Uspenowka)                     |
| Wesselyj Haj             | Веселий Гай        | Весёлый Гай (Wessjoly Gai)                |
| Wosnessenka              | Вознесенка         | Вознесенка                                |
| Wowtschenka              | Вовченка           | Волченка (Woltschenka)                    |

## Bevölkerung
| 1979   | 1989   | 2001   | 2010   | 2016   | 2019   | 2022   | 2024                                           |
| ------ | ------ | ------ | ------ | ------ | ------ | ------ | ---------------------------------------------- |
| 20.091 | 22.155 | 21.479 | 20.224 | 19.677 | 18.782 | 18.220 | ≈ 3.000 (im Juli), 700 bis 1.000 (im November) |

Quellen: